# Tonande konsonant
En konsonant fon är tonande om röstkällan är aktiv under uttalet, till exempel att stämbanden är spända. Detta ger konsonanten en grundton. Exempel är n, b, d och m. Exempel på tonlösa konsonanter är p, t, f och s.